# Joseph Neil MacNeil
Joseph Neil MacNeil (* 15. April 1924 in Sydney, Nova Scotia; † 11. Februar 2018 in Edmonton) war ein kanadischer Geistlicher und römisch-katholischer Erzbischof von Edmonton.

## Leben
Joseph Neil MacNeil, ältestes von drei Kindern, studierte an der Saint Francis Xavier University in Antigonish (Bachelor of Arts) und trat 1944 in das Diözesanseminar in Halifax ein und studierte Theologie und Philosophie. Er empfing am 23. Mai 1948 die Priesterweihe für das Bistum Antigonish und war als Seelsorger in Nova Scotia tätig. An der Päpstlichen Universität Heiliger Thomas von Aquin ("Angelicum") in Rom absolvierte MacNeil ein Doktoratsstudium in Kanonischem Recht. 1959 wurde er Apostolischer Administrator des Bistums Antigonish. Er war Pfarrer an der Sankt-Ninian-Kathedrale in Antigonish und war Professor an der Saint Francis Xavier University.
Papst Paul VI. ernannte ihn am 9. April 1969 zum Bischof von Saint John, New Brunswick. Der Bischof von Antigonish, William Edward Power, spendete ihm am 24. Juni desselben Jahres die Bischofsweihe; Mitkonsekratoren waren James Martin Hayes, Erzbischof von Halifax, und Alfred Bertram Leverman, Altbischof von Saint John, New Brunswick. Sein bischöflicher Wahlspruch war Crescamus In Christum (Brief des Paulus an die Epheser 4:16).
Am 2. Juli 1973 wurde er zum Erzbischof von Edmonton ernannt. 1984 war MacNeil an der Organisation des Besuchs von Papst Johannes Paul II. in Edmonton beteiligt. Am 7. Juni 1999 nahm Johannes Paul II. seinen altersbedingten Rücktritt an. 
Während seinem Bischofsamt absolvierte er ein Wirtschaftsstudium an der University of Chicago. Er erhielt die Ehrendoktorwürde der Rechtswissenschaften an der St. Francis Xavier Universität (1978), der Saint Thomas Universität, Fredericton, New Brunswick (1980) und der University of Alberta, Edmonton (1982).
Joseph Neil MacNeil erlag im Februar 2018 einem Schlaganfall.